# Regina Rajchrtová
Regina Rajchrtová (Havlíčkův Brod, 5 febbraio 1968) è un'ex tennista cecoslovacca.
È conosciuta anche come Regina Kordová a seguito del matrimonio nel 1992 con l'ex tennista Petr Korda. Dal matrimonio sono nati Sebastian Korda, divenuto anche lui tennista, e le golfiste Jessica Korda e Nelly Korda.

## Carriera
In carriera ha vinto un titolo di doppio, l'Estoril Open nel 1989, in coppia con la connazionale Iva Budařová. Nei tornei del Grande Slam ha ottenuto il suo miglior risultato raggiungendo i quarti di finale di doppio all'Open di Francia nel 1990, in coppia con l'ungherese Andrea Temesvári.
In Fed Cup ha disputato un totale di 11 incontri, collezionando 5 vittorie e 6 sconfitte. Ha disputato i suoi ultimi incontri tra le professioniste al torneo di Wimbledon 1992, chiudendo la carriera a soli 24 anni. Quello stesso anno sposa Petr Korda e nel febbraio 1993 nasce la primogenita Jessica.

## Statistiche

### Singolare

#### Finali perse (1)
| Numero | Anno              | Torneo               | Superficie  | Avversaria in finale | Punteggio     |
| 1.     | 24 settembre 1989 | Clarins Open, Parigi | Terra rossa | Sandra Cecchini      | 4-6, 7-6, 1-6 |

### Doppio

#### Vittorie (1)
| Numero | Anno           | Torneo                | Superficie  | Compagna     | Avversarie in finale              | Punteggio |
| 1.     | 23 luglio 1989 | Estoril Open, Estoril | Terra rossa | Iva Budařová | Gabriela Castro Conchita Martínez | 6-2, 6-4  |

### Doppio

#### Finali perse (1)
| Numero | Anno           | Torneo                                     | Superficie  | Compagna         | Avversarie in finale                 | Punteggio |
| 1.     | 15 aprile 1990 | Bausch & Lomb Championships, Amelia Island | Terra verde | Andrea Temesvári | Mercedes Paz Arantxa Sánchez Vicario | 6-7, 4-6  |